# Dave Hill
David John "Dave" Hill (4 de abril de 1946) es un músico británico, reconocido por ser el guitarrista de la banda de glam rock Slade. Hasta la fecha ha hecho parte de todas las producciones discográficas de la banda.

## Discografía

### Slade
- Beginnings (como Ambrose Slade, 1969)
- Play It Loud (1970)
- Slayed? (1972)
- Old New Borrowed and Blue (1974)
- Slade in Flame  (1974)
- Nobody's Fools (1976)
- Whatever Happened to Slade (1977)
- Return to Base (1979)
- We'll Bring the House Down (1981)
- Till Deaf Do Us Part (1981)
- The Amazing Kamikaze Syndrome (1983), relanzado en 1984 como Keep Your Hands Off My Power Supply
- Rogues Gallery (1985)
- Crackers - The Christmas Party Album (1985)
- You Boyz Make Big Noize (1987)